# شهرستان سارمانوفسکی
شهرستان سارمانوفسکی (به لاتین: Sarmanovsky District) یک شهرستان در روسیه است که در تاتارستان واقع شده‌است.